# 里奥福莫苏
里奥福莫苏是巴西伯南布哥州的一个市镇。总面积433平方公里，总人口20918人，人口密度48.3人/平方公里。